# Snowboard-Weltmeisterschaften

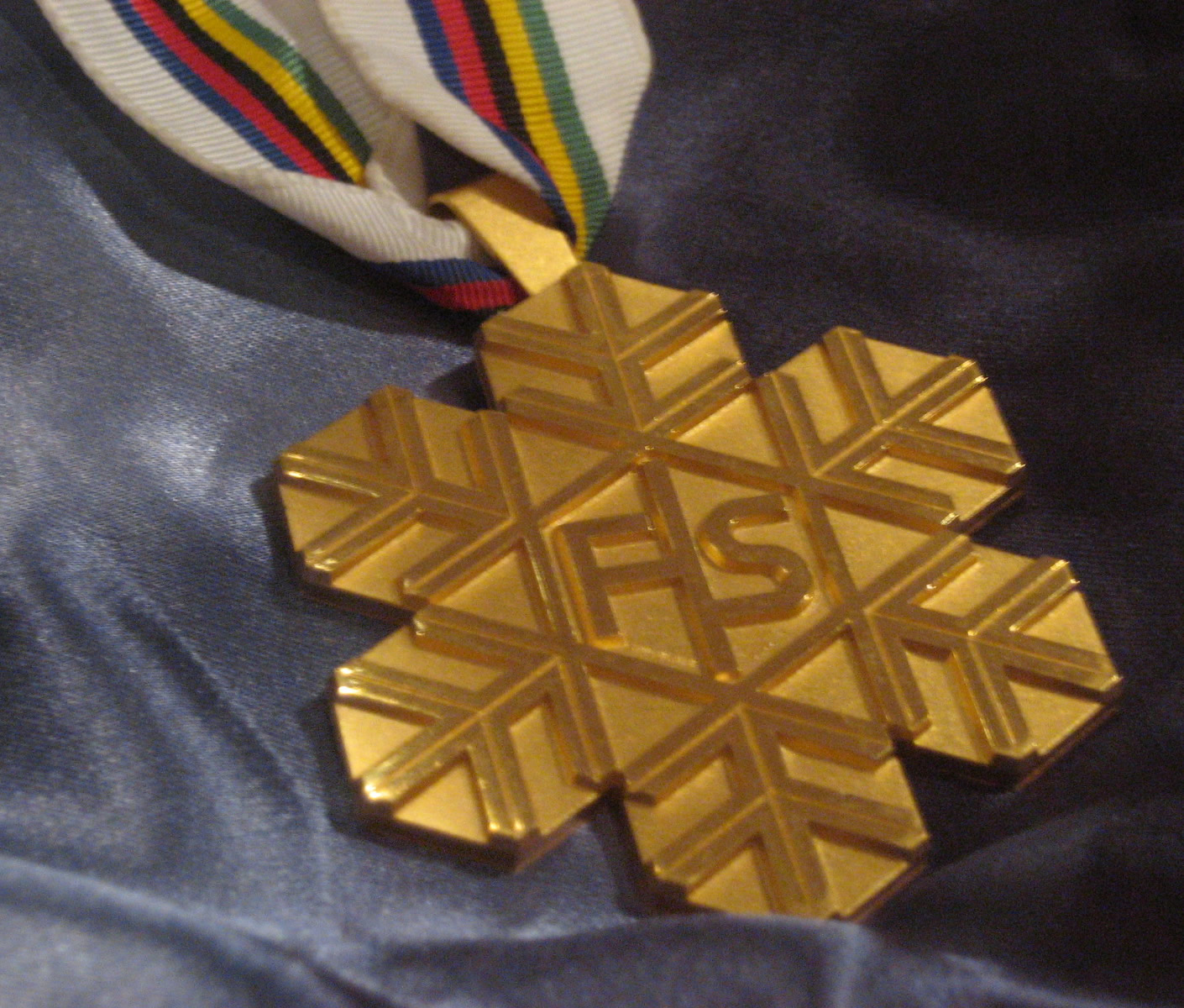
Goldmedaille der FIS

Die Snowboard-Weltmeisterschaften sind ein regelmäßig stattfindendes Sportereignis, bei dem in verschiedenen Disziplinen Weltmeister im Snowboarden ermittelt werden. Neben dem Weltskiverband FIS führt seit 2012 die World Snowboarding Federation zusammen mit der TTR eine eigene Weltmeisterschaft durch, welche angelehnt an die Weltmeisterschaften der International Snowboarding Federation sind.

## Geschichte

### Vor 1993
Schon ab 1985 wurden Wettkämpfe bestritten, die als Weltmeisterschaften bezeichnet wurden, darunter 1986 in Colorado. So wurde etwa 1987 in St. Moritz die erste Snowboard-Weltmeisterschaft auf europäischem Boden ausgetragen. Da es zu dieser Zeit jedoch noch keinen Snowboardweltverband gab, werden diese Wettbewerbe nicht als offizielle Weltmeisterschaften anerkannt. Nach der Gründung der ISF im Jahr 1990, des ersten Snowboard-Dachverbandes, fanden 1993 die ersten ISF-Weltmeisterschaften statt. Erfolgreiche europäische Athleten aus dieser Zeit sind der Schweizer José Fernandes, Peter Bauer und Petra Müssig.

#### Austragungsorte
- 1985:  Soda Springs
- 1986:  Breckenridge
- 1987:  St. Moritz und  Livigno
- 1988:  Breckenridge
- 1989:  Breckenridge
- 1990:  St. Moritz

#### Wettbewerbe
- Halfpipe
- Buckelpiste (nur bis 1990)
- Parallel-Slalom
- Super-G

#### Ergebnisse (Frauen)
- 1987:  Petra Müssig (Halfpipe, Super-G),  Eveline Wirth (Parallel-Slalom)
- 1988:  Petra Müssig (Halfpipe, Parallel-Slalom, Super-G, Overall),  Kerri Hannon (Buckelpiste)

#### Ergebnisse (Männer)
- 1987:  Peter Andersson (1), Mark Heingartner (Parallel-Slalom),  José Fernandes (Super-G)
- 1988:  Bert LaMar (Halfpipe),  Jean Nerva (Buckelpiste),  Peter Bauer (Parallel-Slalom, Super-G),  Craig Kelly (Overall)

### 1993 bis 1999
Von 1993 bis 1999 organisierte die ISF die Snowboard-Weltmeisterschaften. Allerdings gab es schon im Jahr 1994 bei der FIS Diskussionen darüber, das erfolgreiche Snowboarden als Sportart einzuführen. Während die Snowboard-Weltmeisterschaften 1993 und 1995 von der ISF organisiert wurden, veranstaltete die FIS ab 1996 ihre eigenen Weltmeisterschaften. Da die meisten erfolgreichen Athleten allerdings für die ISF starteten, wurden die FIS-Meisterschaften und -Wertungen anfangs belächelt und boykottiert. Im Jahr 1997 wurden erstmals im gleichen Jahr die FIS- und die ISF-Weltmeisterschaften ausgetragen. 
Da das IOC beschlossen hatte, die Verwaltung des Snowboardings bei den Olympischen Winterspielen 1998 in Nagano an die FIS zu übertragen, konnten nun nur noch Snowboarder, die auch bei FIS-Wettkämpfen Punkte sammelten, an den Olympischen Spielen teilnehmen. So wurde die FIS-Weltmeisterschaft 1997 beispielsweise auch von den ISF-Athleten bestritten, die teilweise sogar den Weltmeistertitel errangen. 
Auf diese Weise schafften es einige Sportler, bei beiden Veranstaltungen Weltmeister zu werden. Da sich die Medien und die Zuschauer immer mehr den FIS-Wettbewerben zuwandten, geriet die ISF in finanzielle Schwierigkeiten und trug 1999 die letzte Weltmeisterschaft aus. Von nun an bis 2012 wurde das globale Ereignis nur noch von der FIS ausgetragen.
Erfolgreichster Athlet diese Zeit ist der Norweger Terje Håkonsen.

### 1999 bis 2012
Die FIS-Weltmeisterschaften erhielten nach 2002, dem Jahr als die ISF aufgelöst wurde, eine noch höhere Priorität, da viele Weltklassesnowboarder jetzt auch den Verband wechselten, um weiterhin bei den höchsten Wettkämpfen mitzustreiten. Der mittlerweile erfolgreichste Athlet bei FIS-Weltmeisterschaften, Jasey-Jay Anderson, hatte noch 1999 bei den letzten ISF-Weltmeisterschaften eine Goldmedaille gewonnen.

### Seit 2012
Der ISF-Nachfolgeverband WSF nennt keinen seiner Wettbewerbe noch Weltmeisterschaften (wenn er doch eine neue Meisterschaft eingeführt hat), sodass die Snowboard-Weltmeister seit 2001 alle bei FIS-Wettkämpfen ihre Titel erwarben. 
Am 31. Mai 2010 kündigte Reto Lamm, Präsident der TTR an, in Kooperation mit der WSF ab der Saison 2011/12 eigene Weltmeisterschaften abzuhalten und nannte Oslo als Austragungsort. 
Vom 10. bis zum 19. Februar 2012 wurden in Oslo die ersten alternativen WSF/TTR Snowboardweltmeisterschaften durchgeführt und erfuhren großes Interesse der internationalen Snowboard-Elite.

## ISF-Weltmeisterschaften
Zwischen 1993 und 1999 wurden insgesamt vier ISF-Weltmeisterschaften ausgetragen.

### Austragungsorte
- 1993:  Ischgl
- 1995:  Davos
- 1997:  Heavenly
- 1999:  Val di Sole

### Wettbewerbe
- Slalom (1993)
- Kombination (1993–1997)
- Halfpipe (1993–1999)
- Riesenslalom (1993–1999)
- Parallelslalom (1995–1999)
- Cross (1999)

### Erfolgreichste Athleten
Bei den Männern ist der Norweger Terje Håkonsen am erfolgreichsten, er gewann alle seine drei Titel in der Halfpipe. Auch bei den Frauen gelang es der erfolgreichsten Snowboarderin, der Deutschen Sandra Farmand drei Goldmedaillen zu gewinnen. Sie holte zweimal den Titel in der Kombination und einmal im Parallelslalom. Die meisten Medaillen errangen der Österreicher Martin Freinademetz sowie die Amerikanerin Michele Taggart mit zweimal Gold und je einmal Silber und Bronze.

## WSF/TTR-Weltmeisterschaften
Seit 2012 führt die World Snowboarding Federation Weltmeisterschaften im Vier-Jahres-Rhythmus durch. Die Qualifikation unterscheidet sich wesentlich von den FIS-Weltmeisterschaften. So ist es Fahrern auch ohne Verband oder TTR-Platzierung möglich an dem Wettbewerb teilzunehmen.

### Austragungsorte
- 2012:  Oslo
- 2016:  Yabuli

### Wettbewerbe
- Halfpipe (2012)
- Slopestyle (2012, 2016)
- Big Air (2016)
- Quarterpipe (2012)

## FIS-Weltmeisterschaften
Die FIS veranstaltete erstmals Weltmeisterschaften im Jahr 1996. Nachdem 1997 bereits die zweite WM stattfanden, schwenkte man dann auf einen zweijährigen Rhythmus um. Insgesamt fanden bisher 14 Weltmeisterschaften statt. 
2015 wurden die Snowboard-Weltmeisterschaften erstmals gemeinsam mit der Freestyle-Skiing-Weltmeisterschaft ausgetragen.
2021 wurden nach der Absage der ursprünglich im chinesischen Zhangjiakou geplanten WM der Snowboarder und Ski-Freestyler neue Austragungsorte gefunden: Für die Rennen der Skicrosser und der Snowboardcrosser war vom 11. bis zum 13. Februar das schwedische Idre Fjäll eingesprungen und die Wettbewerbe im Parallel-Slalom und Parallel-Riesenslalom finden am 1. und 2. März 2021 im slowenischen Rogla statt.

### Austragungsorte
- 1996:  Lienz
- 1997:  Innichen
- 1999:  Berchtesgaden
- 2001:  Madonna di Campiglio
- 2003:  Kreischberg
- 2005:  Whistler Mountain
- 2007:  Arosa
- 2009:  Gangwon
- 2011:  La Molina
- 2013:  Stoneham
- 2015:  Kreischberg
- 2017:  Sierra Nevada
- 2019:  Park City
- 2021:  Idre,  Rogla
- 2023:  Bakuriani
- 2025:  Engadin
- 2027:  Montafon
- 2029:  Zhangjiakou

### Wettbewerbe
- Riesenslalom (1996–2001)
- Parallelslalom (seit 1996)
- Halfpipe (seit 1996)
- Slalom (1997)
- Boardercross (1997–2007; seit 2007 Snowboardcross)
- Parallel-Riesenslalom (seit 1999)
- Big Air (seit 2003)
- Slopestyle (seit 2011)

### Erfolgreichste Athleten
Die erfolgreichste Athletin ist mit Abstand die Französin Karine Ruby, die sechs Gold- und vier Silbermedaillen gewinnen konnte. Sie ist damit auch die Snowboarderin mit den meisten Medaillen. Bei den Männern führt der Österreicher Benjamin Karl mit vier Goldmedaillen, zweimal Silber und einmal Bronze die Wertungen an.